# House of Caravan
House of Caravan (укр. Дім Каравана) — однокористувацька пригодницька хорор гра, розроблена іспанською студією Rosebud Games. Події гри розгортаються у США в місті Кендлвуд. Головний герой хлопець, якого викрали невідомі. Гравцеві потрібно ретельно дослідити будинок та знайти з нього вихід.
За словами розробників, гра фактично є приквелом до гри Death in Candlewood, яка наразі знаходиться у розробці.